# Volaticotherini
Volaticotherini — клада евтриконодонтних ссавців мезозою. На додаток до типового роду Volaticotherium, він включає роди Argentoconodon, Ichthyoconodon і, можливо, Triconolestes.
Оскільки більшість останків — це в основному зуби, їх діагностують насамперед за чітко вираженими корінними зубами. Однак залишки одного виду, Volaticotherium antiquum, показують, що принаймні деякі представники цієї клади були здатні планерувати. і Argentoconodon має схожі посткраніальні особливості, які також вказують на повітряне пересування. Отже, ця клада містить деякі з найдавніших відомих повітряних ссавців, поряд з різними планерними хараміїдами.

## Поширення

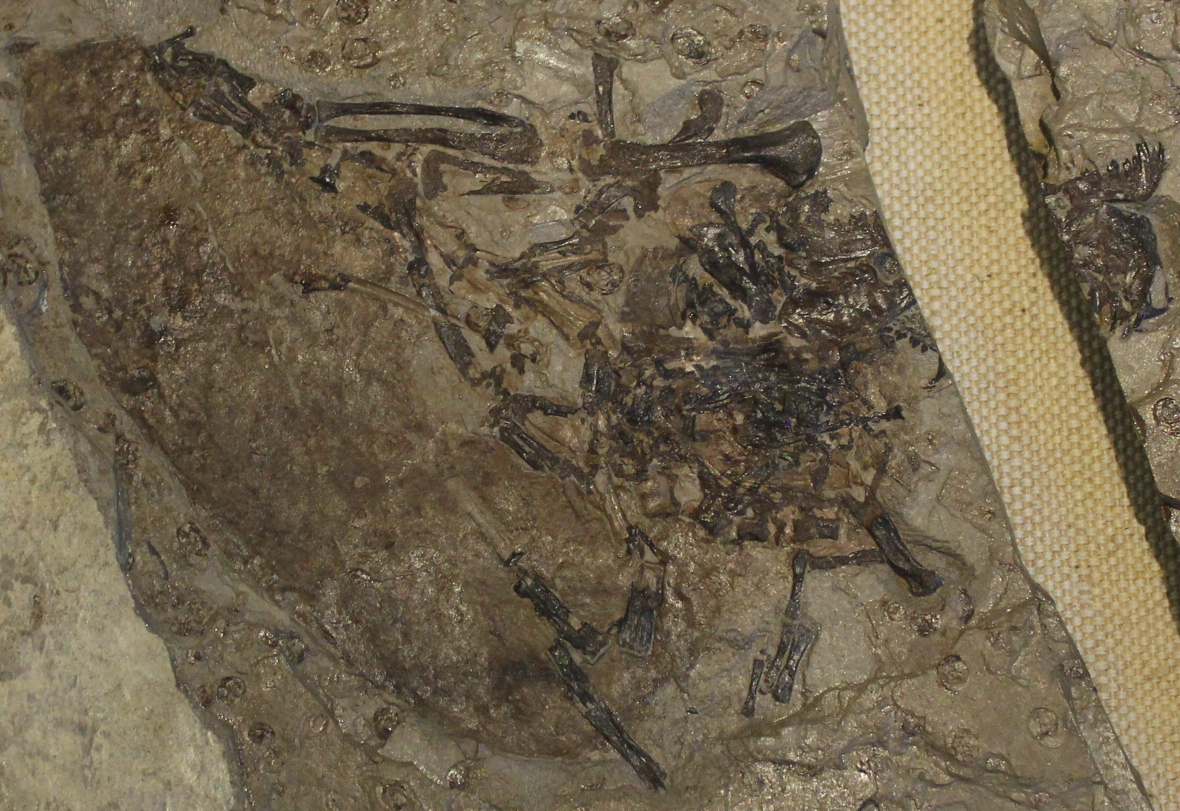
Голотип Volaticotherium

Volaticotherini була відносно широко розповсюдженою і довгоживучою кладою, з проявами, відомими з тоарського періоду Південної Америки, оксфордського періоду Китаю та берріаського періоду Марокко. Присутність волатикотеринів у Гондвані є незвичайною, оскільки вони є одними з небагатьох відомих триконодонтів Гондвани (і, якщо їх поєднати з триконодонтидами, єдиними представниками групи в Гондвані), причому аргентоконодон зустрічався ще в ранній юрі в інших місцях, де панувала австралосфенідна фауна.

## Повітряна локомоція
Один рід, Volaticotherium, має чіткі докази здатності до ковзання. Це був перший відкритий мезозойський ссавець, що планерує; він жив принаймні за 70 мільйонів років до появи перших летючих і планерних теріан. Зберігся великий, вкритий хутром патагіум, що тягнеться не тільки між кінцівками й хвостом, але й до пальців, «затискаючи» їх. Кінцівки були пропорційно довшими, ніж в інших мезозойських ссавців, що відповідало стандартам летючих і планерних ссавців, а стегнова кістка має унікальну спеціалізацію, що дозволяє нозі витягуватися вбік і залишатися стабільною під час ковзання. Хвіст дорсовентрально сплощений і підтверджує ознаки уропатагії принаймні в проксимальних відділах хребців. Аргентоконодон має схожі характеристики стегнової кістки, що свідчить про те, що він теж міг ковзати.

## Дієта
Попри те, що корінні зуби волатикотерія є дуже незвичайними та, можливо, вказують на нетипові моделі прикусу, моляри Volaticotherini, як вважають, мали зсувний рух, як і в інших евтриконодонтів. У поєднанні з довгими іклами це вказує на те, що, як і їхні родичі, вони, ймовірно, були м'ясоїдними. Іхтіоконодони були досить великими за стандартами мезозойських ссавців і, ймовірно, були здатні боротися зі здобиччю хребетних. У дослідженні про харчування ссавців мезозою Argentoconodon належить до м'ясоїдних видів, а Volaticotherium — до комахоїдних. Цей самий результат отримано майже ідентично в апостериорному дослідженні, хоча Volaticotherium ближче до простору м'ясоїдних.
Було відмічено, що більшість планерних ссавців є переважно травоїдними, що зробить Volaticotherini м'ясоїдних справді винятковим. Зокрема, самого Volaticotherium порівнюють з комахоїдними кажанами.

## Палеоекологія
Volaticotherini, як це характерно для планерних тварин, були пристосовані до деревного способу життя. Ichthyoconodon, був знайдений з морських фацій і, отже, спочатку інтерпретований як водна тварина. Однак багато наземних ссавців збереглися у водному середовищі, тому незрозуміло, наскільки переконливими є ці докази щодо його життєвих звичок, хоча його зуби, здається, не зазнавали тривалого водного транспортування.